# 第一服務廣場

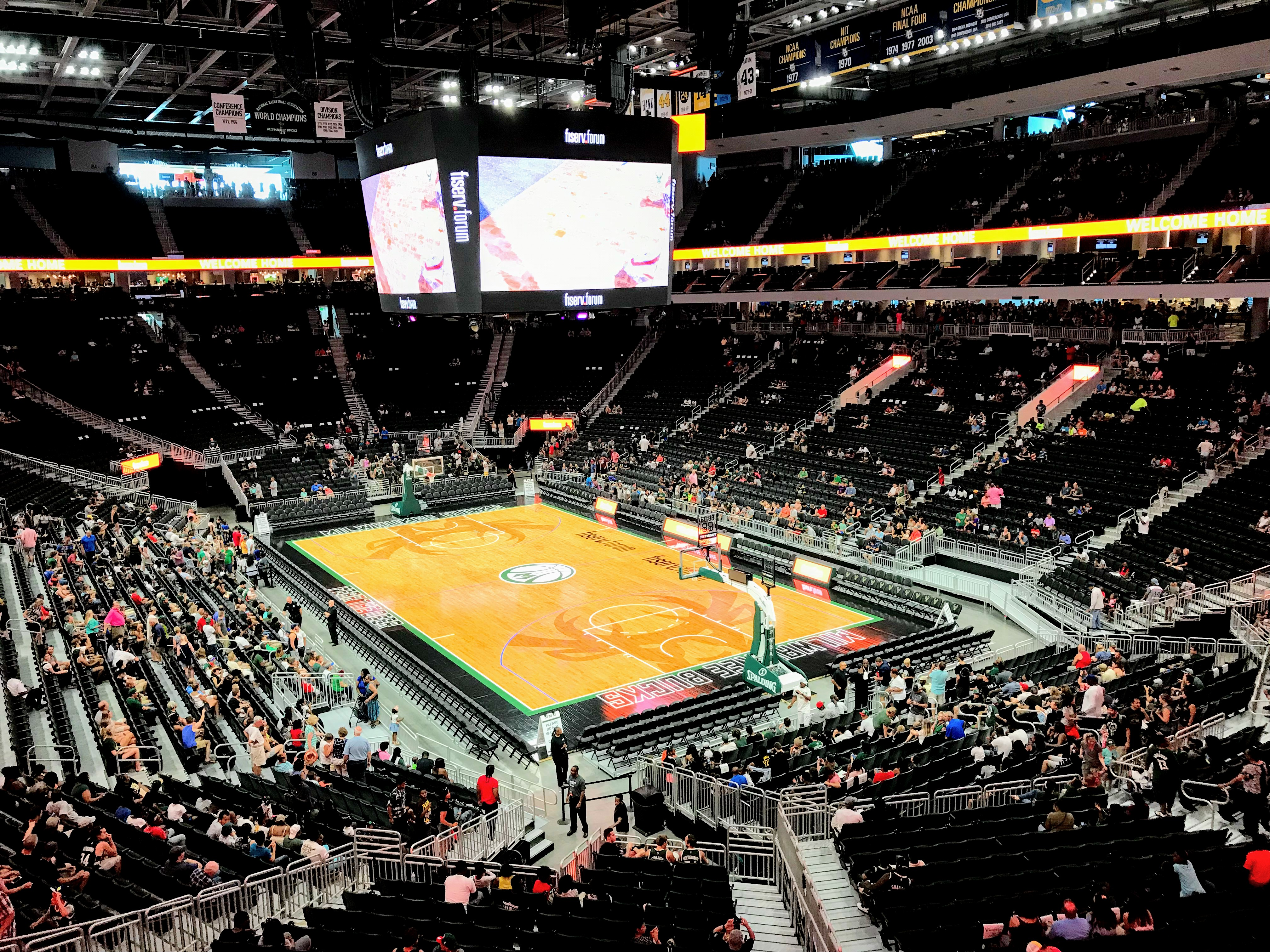
球館內部（密爾瓦基公鹿球賽）

第一服務廣場是一座位於美國威斯康辛州密爾瓦基的室內體育館。2018年啟用後成為國家籃球協會（NBA）密爾瓦基公鹿與國家大學體育協會（NCAA）馬奎特大學的主場，取代原有的BMO哈里斯布拉德利中心。
雄鹿隊在2018年10月3日對陣芝加哥公牛隊的季前賽中，在第一服務廣場上進行了首場比賽，雄鹿隊以116-82獲勝，常規賽主場揭幕戰則為2018年10月19日對陣印第安納步行者隊，雄鹿以118-101獲勝。

## 外部連結
- 第一服務廣場球馆官方网页 （页面存档备份，存于） （英文）